# Astryda
Astryda – imię żeńskie pochodzenia germańskiego, złożone ze staronorweskich wyrazów áss – "bóg" i fríðr – "piękna" (mogło zatem oznaczać "piękna jak bóg"). Patronką tego imienia jest bł. Astryda.
Astryda imieniny obchodzi 27 listopada.

## Znane osoby noszące imię Astrid
- Astrid (królowa Belgów) (1905–1935) – królowa Belgii od 1934
- Àstrid Bergès-Frisbey – aktorka i modelka pochodzenia francusko-hiszpańskiego
- Astrid Carolina Herrera Irrazábal – aktorka wenezuelska
- Astrid Maud Ingeborg Ferner – norweska księżniczka
- Astrud Gilberto – brazylijska piosenkarka jazzowa
- Astrid Jacobsen – norweska biegaczka narciarska
- Astrid Krag – duńska polityk
- Astrid Kirchherr – niemiecka malarka
- Astrid Koburg – księżniczka Belgii, księżna Modeny, arcyksiężna Austria-Este, cesarska księżna Austrii, królewska księżna Węgier i Czech
- Astrid Kumbernuss – niemiecka lekkoatletka
- Astrid Lindgren – szwedzka autorka literatury dziecięcej
- Astrid Lødemel – norweska narciarka alpejska
- Astrid Lulling – luksemburska polityk
- Astryda Obodrycka – królowa Szwecji w latach 1000–1022
- Astryda Olofsdotter – królowa Norwegii w latach 1013–1030
- Astrid Smeplass – norweska piosenkarka i autorka tekstów
- Astrid Thors – fińska polityk narodowości szwedzkiej
- Astrid Williamson – szkocka piosenkarka, keyboardzistka, kompozytorka i autorka tekstów
- Astrid Hofferson – główna bohaterka trylogii filmowej Jak wytresować smoka